# Nive
A Nive (baszkul Errobi, okcitánul Niva) folyó Franciaország területén, az Adour bal oldali mellékfolyója.

## Földrajzi adatok
A folyó Pyrénées-Atlantiques megyében ered, a Pireneusokban, és Bayonne-nál torkollik a Adourba. Hossza 79 km. Mellékfolyói a Baztan és Latsa.

## Megyék és városok a folyó mentén
- Pyrénées-Atlantiques: Estérençuby, Saint-Jean-Pied-de-Port, Bidarray, Cambo-les-Bains, Ustaritz, Villefranque, Bayonne.